# Pinjenec
Pinjenec je mlečni izdelek, ki nastane kot stranski proizvod pri pripravi masla iz smetane (po pinjenju smetane, torej po izločitvi masla). Gre za kiselkasto pijačo, uporablja se pa tudi pri pripravi kruha, omak in drugih jedi ...
Danes se pinjenec, ki je na tržišču, običajno dobiva tako, da tekočemu zaostanku pri pripravi masla iz sladke smetane, dodajo bakterije mlečnega kisanja, ki predelajo laktozo v mlečno kislino. Pri tradicionalni pripravi iz smetane, ki je že kisana, dodatek bakterij ni potreben. Zaradi nastanka laktata pH pade in kazein, mlečna beljakovina, postane netopen in se izobori, zato se izdelek zgosti. Zaradi kislega pH-ja je v pinjencu zavrt razrast bakterij, kar podaljša njegov rok uporabe.
Pinjenec vsebuje le malo maščob (do 1 %), vsebuje pa 2-krat več lecitina kot polnomastno mleko. Lecitin deluje v mleku kot emulgator in preprečuje ločitev vodne in maščobne faze mleka. Pri izdelavi masla se maščobne kapljice, ki jih obdaja lecitin, razbijejo in izpade maslo. Pinjenec vsebuje tudi lipidotopne vitamine (zlasti A in E).